# Anypodetus macroceros
Anypodetus macroceros (лат.) — вид ктырей рода Anypodetus из подсемейства Laphriinae. Южная Африка.

## Распространение
Южная Африка: Намибия, ЮАР.

## Описание
Мухи среднего размера. Вид отличается от сородичей уникальной формой постпедицеля, у которого апикальная часть сужается и выглядит как удлиненный щупик, который сам развит регулярно, и густо расположенными микротрихиями на крыле. Пульвиллы отсутствуют, скапус с длинными макрощетинками. Известен только из типового местонахождения в центральной части пустыни Намиб в Намибии. Редко собираемый вид, известный только по одному экземпляру, собранному в 1974 году. Этот вид не встречается ни в одном из признанных в настоящее время очагов биоразнообразия. Взрослые мухи активны в феврале летом. О биологии ничего не известно.